# Van, Turkiet
Van är huvudstad i provinsen Van i östra Turkiet, och är belägen vid Vansjöns östra strand i ett område med stor kurdisk befolkning. Folkmängden uppgick till 525 016 invånare i slutet av 2022.
Staden är ett administrations- och handelscentrum med flygplats och järnvägsförbindelse till Tabriz i Iran. Den har viss turism, och här finns bland annat ett arkeologiskt museum. Två mäktiga borgar och en akvedukt från äldre tider är delvis bevarade.

## Historia
Van grundades på 800-talet f.Kr. som huvudstad för riket Urartu, då under namnet Tushpa. Vid Vansjöns strand finns urarteiska kungagravar och en halv mil österut i Toprakkale finns ett tempel helgat åt den urarteiska huvudguden Haldi. Från denna tid härstammar en mängd kilskriftsinskriptioner. Även från senare tid har flera inskrifter hittats såväl inom staden som i grannskapet. Mest berömd är en trespråkig inskription från perserkungen Xerxes I:s tid på citadellets klippa.
Staden var en av skådeplatserna för det armeniska folkmordet under första världskriget, och led svårt av konflikten mellan armenier, kurder och turkar. Före kriget hade staden uppemot 50 000 invånare, varav 3/5 armenier och 2/5 turkar. Ryssland besatte staden den 19 maj 1915, men turkarna tog den 11 augusti tillbaka den, för att den 15 augusti åter utrymma orten. Strider utkämpades därefter vid Vansjön den 20 januari, den 18-25 augusti och den 22 december 1916. Ryssarna återtog staden den 17 mars 1917 och överlämnade den till armenierna, från vilka turkarna i sin tur den 7 april 1918 tog tillbaka den. Den 20 april tingades de emellertid åter ge upp staden. Den avträddes till Demokratiska republiken Armenien i och med Freden i Sèvres 1919, men under det turkiska frihetskriget återtogs staden. Vid denna tid utsattes de kvarvarande armenierna i staden för etnisk rensning.
Också under senare tid har staden varit skådeplats för stridigheter, då den sedan 1980-talet har varit inblandad i konflikten mellan den kurdiska separatiströrelsen PKK och den turkiska armén. Som en följd av detta är staden i dag tämligen underutvecklad.
Den 23 oktober 2011 skakades Van av en jordbävning med magnitud 7,2 på Richterskalan. Jordbävningen var den kraftigaste i Turkiet på över tio år. Stora skador inträffade på byggnader, och i Van och det närbelägna Erciş ska mer än 596 personer ha omkommit och mer än 4 150 ha skadats.